# Scobel (Fernsehsendung)
scobel war eine zwischen dem 17. April 2008 und 12. Juni 2025 wöchentlich auf 3sat ausgestrahlte Fernsehsendung, die Themen aus den Bereichen Wissenschaft, Kultur und Gesellschaft sowie Ethik behandelte. Moderator und Namensgeber war der Fernsehjournalist Gert Scobel. Die Vorgängerin der Sendung war bis April 2008 die Sendung delta.
Die Sendung soll ab dem 28. August 2025 unter dem Titel Nano Talk fortgesetzt werden. Alena Buyx und Stephanie Rohde sollen die Moderation im Wechsel übernehmen.

## Aufbau
Der Fernsehsender 3sat beschrieb die 60-minütige Sendung als „offenes journalistisches Format“. Die Sendung hatte donnerstags um 21 Uhr einen festen Sendeplatz.
Im Studio fand meist ein Gespräch mit bis zu fünf Gästen und dem Moderator Gert Scobel statt. Bei den Gästen handelte es sich vorwiegend um hochrangige Spezialisten auf ihrem Gebiet. Die Diskussion innerhalb der Sendung wurde von Filmbeiträgen unterbrochen, die zugleich einen Impuls für die darauf folgende Diskussionsrunde gaben. Besonders in den letzten Jahren war sie in den Themenabend Wissen hoch 2 eingebettet, wobei die davor gezeigte 45-minütige Wissenschafts-Dokumentation das Thema vorgab.
Zu bestimmten Anlässen und Themen wurden im Rahmen der Sendung auch Diskussionen außerhalb des Studios geführt, Reportagen gezeigt und besprochen oder in Kooperation mit anderen Formaten auf 3sat Themen aufgegriffen. Im Rahmen von 3sat-Themenwochen griff auch scobel die jeweiligen Themen in der Sendung auf.
Ergänzend wurden auf dem YouTube-Kanal Scobel von 2019 bis Ende 2024 parallel zur 3sat-Mediathek Videos veröffentlicht, die etwa zehn bis 30 Minuten lang waren.

## Verfügbarkeit
Neben der TV-Ausstrahlung wurde scobel auch über die 3sat-Mediathek als Livestream gesendet. Außerdem steht das Programm zum Abruf in der Mediathek bereit. Darüber hinaus wird ein Video- und ein Audio-Podcast angeboten.